# Code civil de Catalogne
Lire en ligne

(ca) « Codi civil de Catalunya i legislació complementària », sur Généralité de Catalogne.

Compilation de droit civil spéciale de Catalogne de 1960
Le Code civil de Catalogne (en catalan Codi Civil de Catalunya, abrégé en CCC ou CCCat) est la principale codification de droit civil de la Catalogne, organisé en six livres.

## Histoire
La conservation, la modification et le développement du droit civil de la Catalogne ont traversé plusieurs phases. La première phase est la compilation adoptée en 1960 (ca), en l'intégrant dans le système juridique catalan et les principes constitutionnels, culminant avec la loi catalane 13/1984 du 20 mars 1984. Dans la deuxième phase, initiée en parallèle, le Parlement de Catalogne a adopté des lois spéciales qui donnent corps à un nouveau système juridique. 
Depuis 1991, avec le Code de successions de la Catalogne, le droit catalan a codifié partiellement son droit, avec l'objectif de collecter, organiser et systématiser les règlements sur les matières contenues dans des lois spéciales.
Le 30 décembre 2002 a été approuvé le livre premier du Code civil de Catalogne. Subséquemment, les autres livres ont été rédigés et approuvés. Le processus de codification est achevé en février 2017 par l'adoption de la loi sur le livre sixième, relatif aux contrats et aux obligations.
Selon l'auteure Esther Arroyo, le Code civil catalan a été influencé par certaines dispositions du Code civil du Québec, notamment en matière de droit des biens.